# Gustaf d'Albedyhll (diplomat)
Gustaf d'Albedyhll,  född 5 mars 1758 i Stralsund, död 11 augusti 1819 på Lövsund i Södermanland, var en svensk friherre, diplomat och skriftställare.

## Biografi
Gustaf d'Albedyhlls föräldrar var överstelöjtnanten friherre Christer Reinhold d'Albedyhll och Helena Dorotea Elisabet von Eichstedt. Vid fyra års ålder kom han till sin morbror greve L.M. von Eichstedt-Peterswaldt och uppfostrades i hans hus till 1774, då han av sin farbror friherre G. d'Albedyhll fördes till Sverige, där han efter ett år vid Lunds universitet 1775 anställdes i kungliga kansliet.
1778 befordrades han till kommissionssekreterare vid svenska beskickningen i Sankt Petersburg och utnämndes 1784 till ministre en second vid danska hovet. Från denna post återkallades han 1789 då han kommit i onåd hos Gustav III. Orsaken var att han vid upploppet med anledning av löjtnant Lars Benzelstiernas plan att uppbränna den ryska eskadern i Köpenhamn tagit dennes parti. Trots att d'Albedyhll avstyrkt Benzelstiernas företag, försökte man på allt sätt göra honom misstänkt för delaktighet däri.
Han levde sedan som privatman, utan att söka eller återvinna Gustav III:s eller någon av de följande regeringarnas förtroende, och delade sin tid mellan sina söners uppfostran och utarbetandet av åtskilliga skrifter. 1795 gifte han sig med grevinnan Eleonora Charlotta Wrangel. De var föräldrar till Christer d'Albedyhll.